# Pedro Vargas Guerendiain
Pedro Vargas Guerendiain (Guipúzcoa, 19 de julio de 1880 - ?) fue un abogado y político español. Militó inicialmente en el Partido Republicano Democrático Federal, pero después se pasó al Partido Republicano Radical Socialista, con el que fue elegido diputado por Valencia ciudad en las elecciones generales de 1931. Fue miembro de la francmasonería y primer gobernador civil republicano de Oviedo. En las elecciones de 1936 fue nuevamente elegido diputado integrado en la candidatura del Frente Popular por Valencia provincia. Durante la Guerra Civil fue subsecretario de comunicaciones y presidente del Tribunal de Garantías Constitucionales. Al acabar la guerra marchó exiliado a Francia.